# Белов, Вадим Анатольевич
Вади́м Анато́льевич Бело́в (род. 5 августа 1971, Киров, Калужская область) — российский правовед, доктор юридических наук (2004), профессор кафедры коммерческого права и основ правоведения Московского государственного университета (2011); член редакционного совета журнала «Коммерческое право», основатель и ответственный редактор серии юридических трудов «Научное наследие»; главный эксперт по правовым вопросам при генеральной дирекции ОАО «Северсталь».

## Биография
Вадим Белов родился 5 августа 1971 года в городе Киров (Калужская область); в 1993 году он окончил юридический факультет Московского государственного университета. Через четыре года, в 1997, он успешно защитил кандидатскую диссертацию, выполненную под руководством профессора Сергея Корнеева — на тему «Ценные бумаги как объекты гражданских прав: Вопросы теории»; стал кандидатом юридических наук.
Через год, в 1998, В. Белов стал доцентом на кафедре гражданского права юридического факультета МГУ; в том же году он начал заведовать кафедрой гражданско-правовых дисциплин Института актуального образования «ЮрИнфоР-МГУ». В 2002—2003 годах стал автором одного из учебников по гражданскому праву: как по его общей часть, так и особенной частям. В 2004 году успешно защитил докторскую диссертацию, одним из официальных оппонентов которой выступил профессор Борис Пугинский — на тему «Проблемы цивилистической теории российского вексельного права»; стал доктором юридических наук.
Вадим Белов стал основателем книжной серии «Научное наследие», в рамках которой МГУ переиздаёт «классические» работы по юриспруденции, написанные российскими и советскими авторами, включая труды  Петра Цитовича (1843—1913), Евгения Васьковского (1866—1942), Августа Каминки (1865—1941), Михаила Агаркова (1890—1947), Дмитрия Мейера (1819—1856) и Всеволода Удинцева (1865—1945).
По состоянию на 2019 год Вадим Белов читал студентам МГУ шесть курсов: «Актуальные проблемы коммерческого права», «Ценные бумаги как объекты гражданских прав», «Гражданское право», «Основы правоведения», «Кредитные и расчётные отношения» и «Международное торговое право». Являлся научным руководителем восьми кандидатских диссертаций; входил в состав редакционного совета журнала «Коммерческое право», издававшегося кафедрой коммерческого права и основ правоведения МГУ.

## Работы
Вадим Белов опубликовал ряд монографий по предпринимательскому праву: по юридическим проблемам выпуска и обращения ценных бумаг (1993, 1996), по вопросам вексельного права (1996, 1998, 1999, 2000, 2002, 2003), а также — по вопросам банковского права и денежным обязательствам (2000). Он также изучал вопросы, связанные с бездокументарными ценными бумагам (2001—2003), сингулярным правопреемством в юридических обязательствах компаний (2000—2002), с поручительством в бизнесе (1998), а также — с правовым положением хозяйственных обществ (2002, в соавторстве). Является автором и соавтором более двух сотен статей по вопросам гражданского права, вышедших в журналах «Бизнес и банки», «Вестник МГУ. Серия „Право“», «Финансовый бизнес», «Правоведение», «Рынок ценных бумаг», «Хозяйство и право», «Право и экономика» и «Законодательство»; составил несколько энциклопедических статей для «Российской юридической энциклопедии» (1999), второго издания «Большого юридического словаря» (2000) и третьего издания «Юридического энциклопедического словаря» (2000):
- «Вексельное законодательство России» (М., 1996)[1];
- «Практика вексельного права» (М., 1998);
- «Вексельное право» (М., 2004).
- Белов В. А. /Избранная библиография трудов Сергея Михайловича Корнеева/ // Кодекс-info: Правовой научно-практический журнал. 2003. № 3-4 (март-апрель). С. 104—133.
- Белов В. А. Юридические факты в гражданском праве. — М.: Издательство Юрайт, 2022. — 450 с. — (Высшее образование). — ISBN 978-5-534-00651-3.
- Бевзенко Р. С., Белов В. А. Практика применения вексельного законодательства Российской Федерации: опыт обобщения и научно-практического комментария / под общ. ред. В. А. Белова. — М.: Издательство Юрайт, 2019. — 652 с. — (Профессиональные комментарии). — ISBN 978-5-9916-3529-5.

## Награды
- Диплом первой степени на конкурсе молодых ученых МГУ (1998) — за монографию «Практика вексельного права»
- Победитель конкурса МГУ «Традиции и развитие — 2004», в номинации «Лучшая научная работа» — за учебник «Вексельное право»
- Победитель конкурса МГУ «Традиции и развитие — 2011», в номинации «Педагогический успех. Молодые преподаватели»
- Грамота Российской академии юридических наук (РАЮН, 2009) — за вклад в развитие юридического образования и науки
- «Лучший корпоративный юрист года — 2011» от Объединения корпоративных юристов, в номинации «Публикация года» — за соавторство в работе «Практика применения Гражданского кодекса РФ части первой» (второе издание)
- Благодарность Правительства Российской Федерации (21 декабря 2024) — за заслуги в научно-исследовательской деятельности, развитии образования и многолетнюю плодотворную работу